# Сульменевы
Сульменевы — дворянский род, восходящий ко второй половине XVI века.
Предок сего рода, Константин Сульменев, по грамоте царя Михаила Фёдоровича, пожалован (1620) вотчиною село Пруды в Рязанском уезде.
При подаче документов (29 марта 1686) для внесения рода в Бархатную книгу, была предоставлена родословная роспись Сульменевых и три царский вотчинные жалованные грамоты царя Михаила Фёдоровича, данные Борису, Константину и Василию Кирилловичам  на жеребий села Пирочи с пустошами и жеребий села Прудово в Перевицком стане Рязанского уезда (1619).
Род внесён в VI часть родословной книги Рязанской губернии.

## Описание герба
В зелёном щите три золотых колоса. Щит увенчан дворянским коронованным шлемом. Нашлемник: три золотых колоса. Намёт: зелёный с золотом. (Гербовник, XII, 60).

## Известные представители
- Сульменевы: Афанасий и Прокофий Логиновичи — болховские городовые дворяне (1629).
- Сульменев Илья Данилович — стольник патриарха Филарета (1629)[4].
- Иван Саввич Сульменев (1770 — 1851) — адмирал и генерал-аудитор флота.